# لوك هيم
لوك هيم (بالإنجليزية: Luke Hyam)‏ (21 أكتوبر 1991 بإبسوتش في المملكة المتحدة - ) هو لاعب كرة قدم بريطاني في مركز الوسط. لعب مع إيبسويتش تاون ونادي روذرهام يونايتد.

## وصلات خارجية
- لوك هيم على موقع قاعدة بيانات كرة القدم.إي يو (الإنجليزية)
- لوك هيم على موقع Soccerbase.com (لاعب) (الإنجليزية)
- لوك هيم على موقع Soccerway.com (الإنجليزية)